# Ju-Lee Kim
Ju-Lee Kim (née en 1969) est une mathématicienne sud-coréenne qui enseigne les mathématiques au Massachusetts Institute of Technology (MIT). Ses recherches portent sur la théorie de la représentation des groupes p-adiques.

## Formation et carrière
Kim termine ses études de premier cycle à la KAIST en 1991 et elle obtient un doctorat de l'Université Yale en 1997 sous la direction de Roger Evans Howe, ; à Yale, elle est également encadrée par Ilya Piatetski-Shapiro. 
Après des études postdoctorales à l'Institute for Advanced Study et à l'Université du Michigan, elle rejoint la faculté de l'Université de l'Illinois à Chicago en 2002 et elle passe au MIT en 2007.

## Distinctions
En 2015, elle est élue membre de l'American Mathematical Society « pour ses contributions à la théorie de la représentation de groupes semi-simples sur des domaines locaux non-archimédiens et pour le service rendu à la profession ».  

## Vie privée
Son mari, Paul Seidel, est également mathématicien au MIT.  